# 五棘帆鱼
五棘帆鱼（学名：Pentaceros japonicus），又稱日本五棘鯛、五棘鯛、旗鯛，为五棘鯛科五棘鯛屬的鱼类。分布於西太平洋區，從日本南部至澳洲、紐西蘭海域，深度100-830公尺。该物种的模式产地在东京。體高而側扁，體色為銀灰色，吻略尖，體長可達25公分，棲息底中層水域，生活習性不明，可做為食用魚及觀賞魚。